# گروس مکلزن
گروس مکلزن (به آلمانی: Groß Meckelsen) یک شهر در آلمان است که در Sittensen واقع شده‌است. گروس مکلزن ۵۰۶ نفر جمعیت دارد.